# Creed (band)
Creed is een Amerikaanse postgrunge band die oorspronkelijk bestond van 1993 tot 2004. De band had tussen 2009 en 2012 en vanaf 2023 comebacks.

## Geschiedenis
Creed begon in 1995 te Tallahassee (Florida) als 'Naked Toddler'. Later kwamen Scott Stapp en gitarist Mark Tremonti, vrienden van hun highschool, erbij en ze begonnen liedjes te schrijven. Al snel voegden bassist Brian Marshall en drummer Scott Philips zich bij de groep. Marshall bedacht de bandnaam 'Creed', afgeleid van de naam van zijn vorige band, 'Maddox Creed'.
Ze vonden werk in een bar met livemuziek, waar ze genoeg indruk maakten op eigenaar Jeff Hanson om hen te laten spelen op een van zijn grotere feesten, bekend als Floyds Music Store op de Tennessee Street Strip in Tallahassee. Hanson vond de band zo goed dat hij de producer John Kurzweg overhaalde om de band te produceren.
Tekstschrijvers van de band waren Stapp en Tremonti. In 2000 verliet Marshall de band na meningsverschillen met Stapp. Het album Weathered werd opgenomen zonder zijn medewerking.
Creed stopte in 2004. Scott Stapp ging solo en de rest van de band richtte Alter Bridge op met Myles Kennedy (voorheen frontman van The Mayfield Four) als zanger. Er bleek een groeiend gat te zijn tussen Stapp en de rest van de band vanaf 2002. Tremonti en Philips werden met het oprichten van Alter Bridge in 2004 weer herenigd met bassist Brian Marshall die Creed in 2000 verlaten had.
Creed verkocht meer dan 30 miljoen albums. Ten tijde van de promotie van het album My Own Prison vond een optreden in de Oude Zaal van de Melkweg te Amsterdam plaats. Later heeft Creed nog in Paradiso gespeeld. Creed was ten tijde van het optreden al wel een naam aan het vestigen in de Verenigde Staten, maar had in Nederland nauwelijks aanhang.
Hun tot nu laatste reguliere album Full Circle werd uitgebracht op 27 oktober 2009 in Amerika en op 30 oktober in Nederland.
In 2015 werd een verzamelalbum uitgebracht.
In 2023 kwamen de bandleden terug bij elkaar.

## Bezetting
- Scott Stapp (zang, gitaar)
- Brian Marshall (basgitaar)
- Mark Tremonti (gitaar, achtergrondzang)
- Scott Phillips (drums, keyboard)

Voormalige bandleden
- Brian Brasher (gitaar) (1993–1995)

### Voor liveoptredens
- Brett Hestla (basgitaar)
- Brian Brasher (gitaar)
- Eric Friedman (gitaar, achtergrondzang)

## Discografie

### Albums
| Album met eventuele hitnotering(en) in de Nederlandse Album Top 100 | Datum van verschijnen | Datum van binnenkomst | Hoogste positie | Aantal weken | Opmerkingen   |
| ------------------------------------------------------------------- | --------------------- | --------------------- | --------------- | ------------ | ------------- |
| My Own Prison                                                       | 26-08-1997            | 13-02-1999            | 62              | 5            |               |
| Human Clay                                                          | 28-09-1999            | 09-10-1999            | 80              | 13           |               |
| Weathered                                                           | 20-11-2001            | 01-12-2001            | 39              | 15           |               |
| Greatest Hits                                                       | 22-11-2004            | -                     | -               | -            | Verzamelalbum |
| Full Circle                                                         | 27-10-2009            | 07-11-2009            | 66              | 1            |               |
| With Arms Wide Open - A Retrospective                               | 20-11-2015            | -                     | -               | -            | Verzamelalbum |

### Singles
| Single met eventuele hitnotering(en) in de Nederlandse Top 40 | Datum van verschijnen | Datum van binnenkomst | Hoogste positie | Aantal weken | Opmerkingen |
| ------------------------------------------------------------- | --------------------- | --------------------- | --------------- | ------------ | ----------- |
| Higher                                                        | 1999                  | -                     | -               | -            |             |
| With Arms Wide Open                                           | 2000                  | -                     | -               | -            |             |
| My Sacrifice                                                  | 2002                  | -                     | -               | -            |             |

| Jaar | Titel                | Hoogste hitlijstnotering | Hoogste hitlijstnotering | Hoogste hitlijstnotering | Hoogste hitlijstnotering | Album         |
| Jaar | Titel                | US Hot 100               | US Modern Rock           | US Mainstream Rock       | UK Singles Chart         | Album         |
| ---- | -------------------- | ------------------------ | ------------------------ | ------------------------ | ------------------------ | ------------- |
| 1997 | My Own Prison        | -                        | 7                        | 2                        | -                        | My Own Prison |
| 1998 | What's This Life For | -                        | 10                       | 1 (6 weken)              | -                        | My Own Prison |
| 1998 | Torn                 | -                        | -                        | 3                        | -                        | My Own Prison |
| 1999 | One                  | 70                       | 2                        | 2                        | -                        | My Own Prison |
| 1999 | Higher               | 7                        | 1 (3 weken)              | 1 (17 weken)             | -                        | Human Clay    |
| 1999 | With Arms Wide Open  | 1 (1 week)               | 2                        | 1 (4 weken)              | 13                       | Human Clay    |
| 2000 | What If              | -                        | 15                       | 3                        | -                        | Human Clay    |
| 2000 | Are You Ready?       | -                        | 37                       | 4                        | -                        | Human Clay    |
| 2001 | My Sacrifice         | 4                        | 2                        | 1 (9 weken)              | 18                       | Weathered     |
| 2002 | One Last Breath      | 6                        | 17                       | 5                        | -                        | Weathered     |
| 2002 | Weathered            | -                        | 30                       | 7                        | -                        | Weathered     |
| 2002 | Bullets              | -                        | 27                       | 11                       | -                        | Weathered     |
| 2002 | Don't Stop Dancing   | -                        | -                        | -                        | -                        | Weathered     |

### NPO Radio 2 Top 2000
| Nummer met noteringen in de NPO Radio 2 Top 2000 | '20  | '21  | '22  | '23  | '24  |
| ------------------------------------------------ | ---- | ---- | ---- | ---- | ---- |
| With Arms Wide Open                              | 1786 | 1544 | 1595 | 1718 | 1725 |

1. ↑  Een vetgedrukt getal geeft de hoogste notering aan.
2. ↑  2020 was het eerste jaar met een notering voor dit nummer.